# Sunaree Rachasima
Sunaree Rachasima (Thai: สุนารี ราชสีมา) ( 1978 -) es un cantante tailandés.

## Discografía
- "Sud Thai Thee Krung Thep"
- "Krab Thao Ya Moe"
- "Klab Bai Tham Miea Doo Khon"
- "Motorcy Nung San"
- "Mue Tue Mai Fai Song Naa"
- "Jam Sieang Lieang Phoe"

## Libro
1. ↑  «Copia archivada». Archivado desde el original el 13 de abril de 2019. Consultado el 30 de abril de 2019.
2. ↑  «สุนารี ราชสีมา โชว์ผมสั้นเปรี้ยวกระชากวัย». Archivado desde el original el 30 de abril de 2019. Consultado el 30 de abril de 2019.
3. ↑  «ชีวิตต้องสู้ สุนารี ราชสีมา». Archivado desde el original el 8 de agosto de 2019. Consultado el 30 de abril de 2019.
4. ↑  «สุนารี ราชสีมา โดย คันทรีแมน». Archivado desde el original el 9 de mayo de 2011. Consultado el 30 de abril de 2019.

- Datos: Q13022863